# Furacão Pamela
O furacão Pamela foi um ciclone tropical de categoria 1 no oeste do México. Foi a décima-sexta depressão tropical, décima-sexta tempestade nomeada e o sétimo furacão da Temporada de furacões no Pacífico de 2021.
A tempestade teve origem em uma onda tropical sobre a bacia do Atlântico, sobre o Mar do Caribe. Em seguida, cruzou rapidamente para o Oceano Pacífico, onde se consolidou lentamente, com uma área de baixa pressão se formando a partir da onda em 9 de outubro. As condições ambientais na área mostraram-se favoráveis para a ciclogênese tropical e a depressão tropical 16-E se desenvolvendo no dia seguinte. Em seguida, organizou-se ainda mais na tempestade tropical Pamela naquela noite. Apesar do cisalhamento do vento e do ar seco afetarem o ciclone, Pamela continuou a se fortalecer e se tornou um furacão em 12 de outubro antes de se tornar uma tempestade tropical, pois continuou a sucumbir a esses fatores. No entanto, conforme o sistema se voltava para a costa do México, Pamela se reestruturou para um furacão de baixa intensidade antes de atingir Estación Dimas, em Sinaloa às 15:00 UTC de 13 de outubro antes de enfraquecer rapidamente no interior. Em seguida, dissipou-se em Coahuila na madrugada do dia seguinte.
Pamela causou inundações e apagões generalizados em Sinaloa, Nayarit, Durango e Coahuila, enquanto sete mortes foram confirmadas pela tempestade. Muitas culturas agrícolas, árvores, casas e cabanas nas áreas afetadas foram danificadas ou destruídas após a tempestade. Muitos rios também transbordaram, afetando e submergindo muitos carros e estabelecimentos. Muitas pessoas também perderam suas casas devido às enchentes de Pamela. Cinco mortes foram confirmadas no México e 2 estão desaparecidas, a maioria vinda de Nayarit. Dois no Texas foram declarados mortos por terem sido arrastados para um riacho.

## História da tormenta
Em 7 de outubro às 06:00 UTC, o National Hurricane Center (NHC), com sede em Miami, começou a monitorar uma onda tropical, junto com suas chuvas desorganizadas e tempestades centradas no sudoeste do Mar do Caribe ou perto da Nicarágua para uma possível ciclogênese tropical no leste Bacia do Pacífico. O distúrbio mencionado cruzou o país e a vizinha Costa Rica, emergindo no Pacífico no dia seguinte. Posteriormente, o sistema seguiu para oeste e às 00:00 UTC do dia 9 de outubro, uma ampla área de baixa pressão se desenvolveu a partir da onda. No entanto, sua convecção permaneceu desorganizada até que se tornou mais organizada no dia seguinte.
Uma passagem ASCAT às 02:57 UTC naquele dia revelou uma circulação fechada em desenvolvimento no sistema. Com os dados adicionais do difusômetro recuperados da perturbação e classificações Dvorak de T2.0, junto com sua convecção crescente, o NHC começou a iniciar seu primeiro alerta sobre a depressão tropical 16-E, o primeiro ciclone tropical ativo na bacia em quase um mês. Mais tarde, as nuvens atingem o pico mais frio do que -80 ° C e se espalham pela nova depressão. Iniciando um movimento na direção oeste-noroeste, o sistema estava localizado em uma área condutora para desenvolvimento posterior. Naquela noite, sua convecção se concentrou ainda mais em seu centro de circulação de baixo nível (LLCC), embora tenha ficado parcialmente exposto devido ao cisalhamento do vento nordeste. No entanto, ventos fortes foram detectados por uma passagem de difusômetro em seu quadrante nordeste e, como resultado, o NHC atualizou a depressão para uma tempestade tropical, atribuindo-lhe o nome de “Pamela” em 21:00 UTC. Apesar do cisalhamento e do ar seco, o Pamela continuou a se intensificar próximo ao status de furacão no dia seguinte, tornando-se um sistema completo de Categoria 1, doze horas depois, ao virar para o norte. Pamela passou por uma fase de explosão convectiva neste momento, e continuou se intensificando lentamente até seu primeiro pico de 70 kn (130 km/h; 81 mph) independentemente do cisalhamento do vento interrompendo sua camada de saída antes de enfraquecer para uma tempestade tropical de ponta às 21:00 UTC de 12 de outubro, com base nos dados recuperados de uma aeronave de reconhecimento da Força Aérea que investigou o sistema naquele dia. No dia seguinte, Pamela voltou-se para o norte-nordeste e manteve sua intensidade de tempestade tropical antes de se reintensificar para um furacão de categoria 1 de baixa intensidade, enquanto o sistema se aproximava da costa do México em 09:00 UTC em 13 de outubro.
Três horas depois, o NHC estimou que Pamela atingiu a estação de Dimas, Sinaloa, naquela intensidade antes de a agência rebaixar o sistema para uma tempestade tropical às 15:00 UTC, enquanto localizada no interior. O rápido enfraquecimento ainda mais afetou Pamela enquanto acelerava através dos terrenos acidentados do México, com o sistema enfraquecendo para uma depressão tropical, seis horas depois, antes de o NHC emitir seu parecer final, já que a agência declarou que o sistema havia sido dissipado às 03:00 UTC em 14 de outubro durante a viagem de Coahuila.

## Preparativos e estragos
O Governo do México emitiu vigias de ciclones tropicais em todas as áreas afetadas do México, começando às 15:00 UTC de 11 de outubro e terminando quando Pamela enfraqueceu para uma depressão tropical no interior. A Comisión Nacional del Agua (Comissão Nacional de Águas) também emitiu um alerta para o estado mexicano de Sinaloa devido à possível ameaça de Pamela. A tempestade também pode trazer fortes chuvas com possíveis deslizamentos de terra, ventos fortes, mar agitado e um possível aumento nos níveis de água de córregos e rios nas áreas costeiras e interiores da Baja California Sur, Sinaloa, Durango e Nayarit, de acordo com o Servicio Meteorológico Nacional. O Conselho Estadual de Proteção Civil do primeiro também declarou o próprio estado em alerta devido à abordagem de Pamela. O porto de Cabo San Lucas foi fechado para todos os barcos, enquanto 8 abrigos de segurança em La Paz e 11 em Cabo San Lucas foram abertos em caso de possível evacuação. A Comisión Federal de Electricidad (CFE) também enviou alguns de seus funcionários para consertar possíveis problemas elétricos. O governo de Sinaloa colocou 10 de seus municípios do sul em Alerta Vermelho devido à ameaça da tempestade, enquanto 13 voos foram cancelados pelo Aeroporto Internacional General Rafael Buelna para 13 de outubro. 40 abrigos foram abertos para possíveis chuvas e ventos fortes. A Proteção Civil em Mazatlán também observou que mais de 80 áreas do estado corriam o risco de possíveis inundações, com 23 pessoas indo para abrigos de segurança para escapar da tempestade.

### México
A passagem das faixas externas de Pamela causaram alagamentos em Colima. Em Manzanillo, essas inundações causaram o isolamento de várias cidades. Um córrego na Colimila transbordou devido às fortes chuvas, fazendo com que as pessoas no local cruzassem de barco para passar pela vizinha Barra de Navidad, em Jalisco. Naquela manhã de 11 de outubro, um funcionário de um hotel em Colima tentou atravessar um riacho, mas não teve sucesso, pois a pessoa já havia sido arrastada pela corrente; no entanto, conseguiu escapar do acidente sem ser ferido. A estrada que conecta o Ejido el Huizcolote com Camotlán ruiu devido à tempestade; a via já estava danificada por causa das chuvas. Várias rodovias também sofreram danos ao longo de Manzanillo e Colima devido a vários motivos. As chuvas da tempestade também inundaram as áreas centrais de Tecuala, Nayarit. Isso fez com que passageiros e motoristas percorressem as estradas congestionadas. Outros municípios ao norte também foram afetados por chuvas torrenciais. As águas do rio que passa por Huajicori teriam subido devido à quantidade de chuvas coletadas ao longo das áreas montanhosas de Durango e Zacatecas, forçando a passagem por Quiviquinta, uma cidade sobre Nayarit, a ser temporariamente fechada. 4 pessoas também estão desaparecidas em Nayarit; três funcionários públicos e um civil. Mais dois indivíduos no estado estavam desaparecidos no estado, no leito do rio Huajicori. Nos municípios de Acaponeta, Tecuala e Tuxpan, ocorreram inundações com água atingindo 5 metros de altura.
Várias palmeiras balançavam com o vento trazido por Pamela em Sinaloa enquanto um banco perdia suas janelas, informaram as autoridades. Muitas árvores também foram derrubadas pela tempestade em Mazatlan. Lojas e restaurantes na área do balneário também sofreram danos devido ao sistema. A Guarda Nacional Mexicana informou à Reuters que seu pessoal resgatou pessoas que ficaram presas em suas casas como resultado das enchentes. Muitos quiosques em Isla de la Piedra foram destruídos como resultado dos fortes ventos da tempestade. Os deslizamentos de terra também afetaram parte da rodovia Mazatlán-Durango e a libre (rodovia gratuita) entre as mesmas cidades. No entanto, as autoridades de Mazatlan relataram apenas pequenos danos causados por Pamela, sendo o pior as enchentes em vários bairros da área. 141.0 mm (5.55 in) de aguaceiros foram registados na área, de acordo com o Comité Local de Atención a Emergencias (CLAE). Enquanto isso, a Comisión Federal de Electricidad (CFE) restaurou 57% da energia cortada durante a passagem de Pamela em 13 de outubro. Mais de 195.990 clientes foram afetados no geral. Mais de 10.732 perderam eletricidade no estado de Nayarit, 173.191 em Sinaloa, 9.887 em Durango e 2.980 em Coahuila.
Foi relatado que o rio Acaponeta em Nayarit havia transbordado devido às chuvas de Pamela, causando a inundação de várias cidades próximas à bacia. Indivíduos próximos à área também foram forçados a subir em seus carros e esperar por ajuda; alguns deles mudaram-se para a ponte de veículos Tecuala-Acaponeta em busca de segurança. A rodovia Tepic-Mazatlán também foi incluída nas áreas afetadas pelo transbordamento da referida, em que duas pessoas ficaram presas na cabine de pedágio de Tecuala. Um deles escapou da morte enquanto o outro foi arrastado pela corrente. Outra grande rodovia, a rodovia Acaponeta-Tecuala, também foi afetada e inundada. A subdivisão de Urbi Villa del Rey em Los Mochis também foi inundada pelas chuvas da tempestade; entretanto, o transporte público parece não ter sido afetado. Como o rio Baluarte também transbordou, o município de Rosário em Sinaloa evacuou imediatamente mais de 1.500 famílias em 6 comunidades da área. As autoridades também descreveram os danos na área como "catastróficos".
Tecuala ficou inacessível, segundo as autoridades, devido às chuvas geradas por Pamela, causando um grande sumidouro na estrada Acaponeta-Tecuala. Terras cultiváveis também foram danificadas em Sinaloa, onde a indústria de pimenta-malagueta sofreu mais. Mais de 9.106 pessoas foram afetadas em Nayarit e 8.000 delas perderam suas casas precocemente. Apesar do desastre, as chuvas trazidas por Pamela foram relatadas como "benéficas" no Vale Carrizo, já que as safras ainda estão crescendo e são mais necessárias.

### Estados Unidos
Quando Pamela foi rebaixado para um ciclone extratropical, seus remanescentes continuaram no Texas, onde duas pessoas morreram, após serem varridas em um riacho no Condado de Bexar. Cinco outras pessoas foram resgatadas de dois veículos. Chuvas fortes também afetaram San Antonio, com 89 mm (3.5 in) sendo gravado e dobrado no condado de Gonzales. Vários resgates na água também foram realizados devido à tempestade no estado.